# 1-й круг
| Оценки критиков | Оценки критиков |
| Источник        | Оценка          |
| --------------- | --------------- |
| Play            | (без оценки)    |
| Ровесник        | (без оценки)    |

«1-й круг» — дебютный альбом группы «Седьмая раса», выпущенный 20 сентября 2003 года.
Растич говорит следующее: «Альбом во всех отношениях тяжёлый. Записывали его вдалеке от дома, в Питере на „Добролёте“ с помощью лучших, на мой взгляд, звукорежиссёров страны — Андрея Алякринского и Александра Мартисова. Когда над ним работали, казалось, что действительно проходим через первый круг ада, — столько было конфликтов, неприятных событий и разочарований в близких людях. Мне постоянно казалось, что мы вот-вот распадёмся как группа. Но мы все-таки выстояли, благодаря, наверное, какому-то отчаянию, которого в альбоме, кстати, очень много. Выпустили его на своем лейбле (точнее, на лейбле нашего басиста Егора) „Indie-Go!“. Это такая небольшая компания, издающая, в основном, друзей — „Седьмая раса“, „Джан ку“, „Мои ракеты вверх“, „Небо здесь“…»
Помимо этого был снят клип «Первый круг», который стал вторым видео группы (после «Вечного лета», клипа-нарезки из «Неформата»). Как сказал Растич в одном интервью: «Это видеоряд, который мы проецировали на сцену во время презентации „Первого круга“. А снимали и монтировали мы его втроем: я, Кот и Дэн (гитарист Tracktor Bowling). Мы просто ездили и ходили по городу, заглядывали в старые дворы, на помойки, а потом, при монтаже, оставляли понравившиеся куски».
В декабре 2003 года компания «Мистерия звука» переиздала альбом «1-й круг».

## Список композиций
| №   | Название                                                  | Длительность |
| --- | --------------------------------------------------------- | ------------ |
| 1.  | «1й круг»                                                 | 4:31         |
| 2.  | «В поисках рая»                                           | 3:47         |
| 3.  | «Вечное лето»                                             | 4:35         |
| 4.  | «Чужими глазами»                                          | 4:02         |
| 5.  | «Рост»                                                    | 3:15         |
| 6.  | «Тоска»                                                   | 3:23         |
| 7.  | «Чёрная весна»                                            | 4:03         |
| 8.  | «Право»                                                   | 3:37         |
| 9.  | «Смерть моего тела»                                       | 4:22         |
| 10. | «Зелёный дом»                                             | 3:24         |
| 11. | «24 часа»                                                 | 3:06         |
| 12. | «Тем, кто умел летать»                                    | 3:30         |
| 13. | «Безнадёжен»                                              | 5:27         |
| 14. | «Армагеддон» (скрытый трек «Три цвета» начинается с 6:49) | 10:10        |